# بلوچی‌دد
بَلوچی‌دَد یا بلوچ تریوم (Baluchitherium) یک سرده از پستانداران منقرض‌شده کرگدن‌مانند بدون شاخ و ابتدایی بوده که در دورهٔ میوسن در آسیای میانه، پاکستان، مغولستان و چین می‌زیسته‌است. این حیوان بزرگترین پستاندار خشکی زی تاریخ بوده‌است یعنی حتی بزرگتر از ماموت کلمبیایی. طول این حیوان حدود ۷٫۴ متر، ارتفاع آن ۴٫۸ تا ۵٫۲۵ مترو وزن متوسط ۱۱ تن که در حالت بیشینه به ۱۵ تا ۲۰ تن بوده‌است.
نام‌های دیگری که به این جانور داده شده عبارت است از پیراشاخ‌دد (Paraceratherium) و ایندریکی‌دد (Indricotherium) که نام آن به هیولای افسانه‌ای روسی به نام ایندریک اشاره دارد.

## هیولای ۱۶ تنیبلوچستان پاکستان
در سال ۱۸۵۹ میلادی (۱۲۳۸ خورشیدی) هنگامی که بریتانیا درصدد احداث خط تلگراف بین لندن و بمبئی بود در بلوچستان پاکستان از یافت شدن استخوان‌های یک شتر غول‌پیکر که مردم محلی آن را متعلق به رستم می‌دانستند با خبر شد. بر پایه روایات مردم محلی، رستم در نبرد با کُک کوهزاد این اشتر را به غنیمت گرفته‌است.
در سال ۱۹۱۰ میلادی (۱۲۸۹ خورشیدی) دیرین‌شناس انگلیسی به نام کلیو فورستر کوپر راهی مکانی به نام دِرابوگتی (به معنی درخت زندگی) در تپه‌های بوگتی شد. جایی که روستاییان آن استخوان‌ها را یافته بودند. او انتظار داشت که این شتر غول‌پیکر یک دایناسور باشد. اما در نهایت ناباوری، او استخوان بزرگترین پستانداری که تاکنون بر روی زمین گام برداشته‌است را شناسایی نمود. کوپر نام این جانور را «هیولای بلوچی‌دد» نامید.
ارتفاع شانه‌های هیولای بلوچستان از سطح زمین دست‌کم ۵/۵ متر، طول آن از بینی تا کپل دست‌کم ۱۰ متر، وزن آن حدود ۱۶ تن، کمابیش هم‌وزن یک خزنده‌پا (سوروپود) متوسط، تخمین زده می‌شود. این جانور پرخاشگر، که نوعی کرگدن بدون شاخ بوده و روزانه دست‌کم ۲ تن گیاه می‌خورده‌است، ۲۰ تا ۳۰ میلیون سال پیش در دوران پایانی اولیگوسن تا سال‌های آغازین میوسن در مرغزارهای بلوچستان که برخلاف امروز سرسبز و غنی بوده، می‌زیسته و حدود ۱۰ میلیون سال پیش به دلیل تغییرات بنیادین آب و هوا منقرض شده‌است.